# Podosordaria
Podosordaria is een geslacht van schimmels behorend tot de familie Xylariaceae. De typesoort is Podosordaria mexicana.

## Soorten
Volgens Index Fungorum telt het geslacht 33 soorten (peildatum februari 2023):
| Soortnaam                                  | Auteur(s)                                                                   | Publicatiejaar |
| ------------------------------------------ | --------------------------------------------------------------------------- | -------------- |
| Podosordaria appendiculata                 | (Ferd. & Winge) P.M.D. Martin                                               | 1976           |
| Podosordaria aristata                      | (Mont.) P.M.D. Martin                                                       | 1976           |
| Podosordaria axifera                       | (Mont.) P.M.D. Martin                                                       | 1976           |
| Podosordaria copelandii                    | (Henn.) P.M.D. Martin                                                       | 1976           |
| Podosordaria crinita                       | J.C. Krug & Cain                                                            | 1974           |
| Podosordaria cynomys                       | A. Bell & D.P. Mahoney                                                      | 2017           |
| Podosordaria cypraea                       | A. Bell & D.P. Mahoney                                                      | 2017           |
| Podosordaria elephantis                    | J.D. Rogers & Y.M. Ju                                                       | 1998           |
| Podosordaria entosulphurea                 | (J.D. Rogers, F. San Martín & Y.M. Ju) J.D. Rogers, Y.M. Ju & F. San Martín | 1998           |
| Podosordaria furcata                       | P.M.D. Martin                                                               | 1976           |
| Podosordaria heloidea                      | (Penz. & Sacc.) P.M.D. Martin                                               | 1976           |
| Podosordaria hircina                       | (F.L. Tai & C.T. Wei) J.C. Krug & Cain                                      | 1974           |
| Podosordaria ianthina                      | J.C. Krug & Cain                                                            | 1974           |
| Podosordaria jugoyasan                     | (Hara) Furuya & Udagawa                                                     | 1976           |
| Podosordaria kurziana                      | (Curr.) P.M.D. Martin                                                       | 1976           |
| Podosordaria leporina                      | (Ellis & Everh.) Dennis                                                     | 1957           |
| Podosordaria mexicana                      | Ellis & Holw.                                                               | 1897           |
| Podosordaria muli                          | J.D. Rogers, Y.M. Ju & F. San Martín                                        | 1998           |
| Podosordaria nigripes                      | (Klotzsch) P.M.D. Martin                                                    | 1976           |
| Podosordaria nigrobrunnea                  | R.F.R. Melo & A.C.S. Silva                                                  | 2019           |
| Podosordaria pedunculata                   | (Dicks.) Dennis                                                             | 1957           |
| Podosordaria phoenicea                     | J.C. Krug & Cain                                                            | 1974           |
| Podosordaria plumosa                       | P.M.D. Martin                                                               | 1976           |
| Podosordaria pyramidata                    | (Berk. & Broome) P.M.D. Martin                                              | 1976           |
| Podosordaria rhizophila                    | (Cooke & Massee) P.M.D. Martin                                              | 1976           |
| Podosordaria straminea                     | Udagawa                                                                     | 1979           |
| Podosordaria thyrsus                       | (Berk.) P.M.D. Martin                                                       | 1976           |
| Podosordaria truncata                      | (Pat. & Gaillard) P.M.D. Martin                                             | 1976           |
| Podosordaria tulasnei (Konijnenmesturntje) | (Nitschke) Dennis                                                           | 1957           |
| Podosordaria ustorum                       | (Pat.) P.M.D. Martin                                                        | 1976           |
| Podosordaria venezuelensis                 | Jeng & J.C. Krug                                                            | 1995           |
| Podosordaria vinacea                       | J.C. Krug & Cain                                                            | 1974           |
| Podosordaria violacea                      | (Ellis & Everh.) J.C. Krug & Cain                                           | 1974           |